# Јамајка на Светском првенству у атлетици на отвореном 2017.
Јамајка је учествовала на Светском првенству у атлетици на отвореном 2017. одржаном у Лондону од 4. до 13. августа шеснаести пут, односно учествовала је на свим првенствима до данас. Јамајка је пријавила 52 учесника (27 мушкарца и 31 жена) у 24 дисциплине (12 мушких и 12 женских).,
На овом првенству Јамајка је по броју освојених медаља делила 15. место са 4 освојених медаља (1 златна и 3 бронзане). Поред медаља, Јамајка је остварила и следеће резултате: 1 рекорд светских првенстава, 5 светских резултата сезоне, 2 национална рекорда, 3 национална рекорда сезоне, 10 личних рекорда и 12 личних резултата сезоне. У табели успешности према броју и пласману такмичара који су учествовали у финалним такмичењима (првих 8 такмичара) Јамајка је са 17 учесника у финалу делила 8. место са освојених 68 бодова.
| Плас. | Земља   | 1. место | 2. место | 3. место | 4. место | 5. место | 6. место | 7. место | 8. место | Бр. финал. | Бод. |
| ----- | ------- | -------- | -------- | -------- | -------- | -------- | -------- | -------- | -------- | ---------- | ---- |
| =8.   | Јамајка | 1        | 0        | 3        | 4        | 3        | 2        | 0        | 4        | 17         | 68   |

## Учесници
| Мушкарци: - Јусејн Болт — 100 м, 4х100 м - Џулијан Форте — 100 м, 4х100 м - Јохан Блејк — 100 м, 200 м, 4х100 м - Senoj-Jay Givans — 100 м - Рашид Двајер — 200 м, 4х100 м - Ворен Вир — 200 м - Нејтон Ален — 400 м - Демиш Геј — 400 м - Steven Gayle — 400 м, 4х400 м - Кемој Кембел — 5.000 м - Омар Маклеод — 110 м препоне, 4х100 м - Хансл Парчмент — 110 м препоне - Роналд Леви — 110 м препоне - Jaheel Hyde — 400 м препоне - Рикардо Канингем — 400 м препоне - Кемар Мават — 400 м препоне - Тикуендо Трејси — 4х100 м - Мајкл Кембел — 4х100 м - Рашин Макдоналд — 4х400 м - Питер Метјуз — 4х400 м - Jamari Rose — 4х400 м - Дамар Форб — Скок удаљ - Ramone Bailey — Скок удаљ - Clive Pullen — Троскок - О'Дејн Ричардс — Бацање кугле - Фредрик Дакре — Бацање диска - Травес Смикле — Бацање диска | Жене: - Елејн Томпсон — 100 м, 4х100 м - Јура Леви — 100 м, 4х100 м - Наташа Морисон — 100 м, 4х100 м - Симон Фејси — 100 м, 200 м, 4х100 м - Сашале Форбс — 200 м, 4х100 м - Џодеан Вилијамс — 200 м - Новлин Вилијамс-Милс — 400 м, 4х400 м - Шерика Џексон — 400 м, 4х400 м - Крисан Гордон — 400 м, 4х400 м - Стефани Ен Макферсон — 400 м, 4х400 м - Natoya Goule — 800 м - Коре Тола — 800 м - Данијела Вилијамс — 100 м препоне - Меган Симондс — 100 м препоне - Јаник Томпсон — 100 м препоне - Рашел Бартон — 100 м препоне - Ристанана Трејси — 400 м препоне - Ронда Вајт — 400 м препоне - Лиа Њуџент — 400 м препоне - Aisha Praught — 3.000 м препреке - Кристанија Вилијамс — 4х100 м - Анастасија Ле-Рој — 4х400 м - Анејша Маклохлин-Вилби — 4х400 м - Кимберли Вилијамсон — Скок увис - Кимберли Вилијамс — Троскок - Шаника Рикетс — Троскок - Даниел Томас-Дод — Бацање кугле - Гленеве Грејнџ — Бацање кугле - Шаде Лоренс — Бацање диска - Келион Книб — Бацање диска - Тарасуе Барнет — Бацање диска |  |

## Освајачи медаља (4)

### Злато (1)
- Омар Маклауд — 100 м препоне

### Бронза (3)
- Јусејн Болт — 100 м
- Ристанана Трејси — 400 м препоне
- Јура Леви, Наташа Морисон, 
 Симон Фејси, Сашали Форбс — штафета 4 х 100 м

## Резултати

### Мушкарци
| Атлетичар                                                               | Дисциплина    | Лични рекорд | Предтакмичење        | Предтакмичење        | Квалификације         | Квалификације        | Полуфинале                               | Полуфинале            | Финале                                  | Финале       | Детаљи                                       |
| Атлетичар                                                               | Дисциплина    | Лични рекорд | Резултат             | Место                | Резултат              | Место                | Резултат                                 | Место                 | Резултат                                | Место        | Детаљи                                       |
| ----------------------------------------------------------------------- | ------------- | ------------ | -------------------- | -------------------- | --------------------- | -------------------- | ---------------------------------------- | --------------------- | --------------------------------------- | ------------ | -------------------------------------------- |
| Јусејн Болт                                                             | 100 м         | 9,58 СР, НР  | слободни             | слободни             | 10,07 КВ              | 1. у гр. 6           | 9,98 КВ                                  | 2. у гр. 3            | 9,95 ЛРС                                |              |                                              |
| Јохан Блејк                                                             | 100 м         | 9,69         | слободни             | слободни             | 10,13 КВ              | 2. у гр. 2           | 10,04                                    | 1. у гр. 2            | 9,99                                    | 4 / 58 (62)  |                                              |
| Џулијан Форте                                                           | 100 м         | 9,99         | слободни             | слободни             | 9,99 КВ, ЛР           | 1. у гр. 3           | 10,13                                    | 4. у гр. 1            | Није се квалификовао                    | 11 / 68 (72) |                                              |
| Senoj-Jay Givans                                                        | 100 м         | 9,96         | слободни             | слободни             | 10,30                 | 7. у гр. 1           | Није се квалификовао                     | Није се квалификовао  | Није се квалификовао                    | 31 / 68 (72) | Архивирано на веб-сајту (10. септембар 2018) |
| Јохан Блејк                                                             | 200 м         | 19,26        |                      |                      | 20,39 КВ              | 1. у гр. 1           | 20,52                                    | 3. у гр. 2            | Нису се квалификовали                   | 11 / 46 (50) |                                              |
| Рашид Двајер                                                            | 200 м         | 19,88        | 20,49 КВ             | 3. у гр. 2           | 20,69                 | 9. у гр. 1           | 20 / 46 (50)                             |                       | Нису се квалификовали                   |              |                                              |
| Ворен Вир                                                               | 200 м         | 19,79        | 20,60                | 4. у гр. 5           | Није се квалификовао  | Није се квалификовао | Није се квалификовао                     | 27 / 46 (50)          |                                         |              |                                              |
| Нејтон Ален                                                             | 400 м         | 44,52        | 44,91 КВ             | 2. у гр. 6           | 44,19 КВ, ЛР          | 2. у гр. 1           | 44,88                                    | 5 / 49 (52)           |                                         |              |                                              |
| Демиш Геј                                                               | 400 м         | 44,64        | 44,92 КВ             | 2. у гр. 3           | 44,55 КВ, ЛР          | 2. у гр. 3           | 45,04                                    | 6 / 49 (52)           |                                         |              |                                              |
| Steven Gayle                                                            | 400 м         | 44,99        | Дисквалификован      | Дисквалификован      | Није се квалификовао  | Није се квалификовао | Није се квалификовао                     | Није се квалификовао  | Архивирано на веб-сајту (7. април 2018) |              |                                              |
| Кемој Кембел                                                            | 5.000 м       | 13:14,45д    | 13:26,67 кв          | 9. у гр. 2           |                       |                      | 13:39,74                                 | 10 / 39 (42)          |                                         |              |                                              |
| Омар Маклеод                                                            | 110 м препоне | 12,90 НР     | 13,23 КВ             | 1. у гр. 1           | 13,10 КВ              | 1. у гр. 1           | 13,04                                    |                       |                                         |              |                                              |
| Хансл Парчмент                                                          | 110 м препоне | 12,94        | 13,42 КВ             | 2. у гр. 5           | 13,27 (.262) КВ       | 2. у гр. 2           | 13,37 (.365)                             | 8 / 39 (41)           |                                         |              |                                              |
| Роналд Леви                                                             | 110 м препоне | 13,05        | Није се завршио трку | Није се завршио трку | Није се квалификовао  | Није се квалификовао | Није се квалификовао                     | Није се квалификовао  |                                         |              |                                              |
| Jaheel Hyde                                                             | 400 м препоне | 48,52        | 49,72 КВ             | 2. у гр. 2           | 49,75                 | 3. у гр. 2           | Нису се квалификовали                    | 12 / 36 (40)          |                                         |              |                                              |
| Рикардо Канингем                                                        | 400 м препоне | 48,83        | 49,91 кв             | 4. у гр. 4           | 50,54                 | 6. у гр. 3           | Нису се квалификовали                    | 20 / 36 (40)          |                                         |              |                                              |
| Кемар Мават                                                             | 400 м препоне | 48,49        | 50,00 (.991) кв      | 4. у гр. 3           | 48,66 кв              | 4. у гр. 1           | 48,99                                    | 4 / 36 (40)           |                                         |              |                                              |
| Омар Маклауд² Џулијан Форте² Јохан Блејк² Јусејн Болт² Тикуендо Трејси* | 4 х 100 м     | 36,84 НР     | 37,95 НРС            | 1. у гр. 2           |                       |                      | Нису се завршили трку                    | Нису се завршили трку |                                         |              |                                              |
| Питер Метјуз Steven Gayle² Jamari Rose Рашин Макдоналд                  | 4 х 400 м     | 2:56,75 НР   | 3:01,98 НРС          | 4. у гр. 1           | Нису се квалификовали | 9 / 16               |                                          |                       |                                         |              |                                              |
| Дамар Форб                                                              | Скок удаљ     | 8,29         | 7,93 кв              | 8. у гр. А           | 7,91                  | 12 / 30 (31)         |                                          |                       |                                         |              |                                              |
| Ramone Bailey                                                           | Скок удаљ     | 8,16         | 7,76                 | 12. у гр. А          | Нису се квалификовали | 21 / 30 (31)         |                                          |                       |                                         |              |                                              |
| Clive Pullen                                                            | Троскок       | 17,19д       | 15,61                | 15. у гр. Б          | Нису се квалификовали | 30 / 30 (31)         |                                          |                       |                                         |              |                                              |
| О'Дејн Ричардс                                                          | Бацање кугле  | 21,96 НР     | 19,95                | 4. у гр. Б           | Нису се квалификовали | 19 / 32              | Архивирано на веб-сајту (15. април 2018) |                       |                                         |              |                                              |
| Фредрик Дакре                                                           | Бацање диска  | 68,88        | 64,82 КВ             | 2. у гр. Б           | 65,83                 | 4 / 30 (32)          |                                          |                       |                                         |              |                                              |
| Травес Смикле                                                           | Бацање диска  | 67,12        | 63,23 кв             | 7. у гр. А           | 64,04                 | 8 / 30 (32)          |                                          |                       |                                         |              |                                              |

### Жене
| Атлетичарка | Дисциплина       | Лични рекорд | Квалификације   | Квалификације | Полуфинале            | Полуфинале            | Финале                | Финале                | Детаљи                                   |
| Атлетичарка | Дисциплина       | Лични рекорд | Резултат        | Место         | Резултат              | Место                 | Резултат              | Место                 | Детаљи                                   |
| --- | ---------------- | ------------ | --------------- | ------------- | --------------------- | --------------------- | --------------------- | --------------------- | ---------------------------------------- |
| Елејн Томпсон | 100 м            | 10,70 НР     | 11,05 (,042) КВ | 1. у гр. 2    | 10,84 КВ              | 1. у гр. 2            | 10,98 (.978)          | 5 / 46 (47)           |                                          |
| Јура Леви | 100 м            | 11,06        | 11,09 КВ        | 2. у гр. 1    | 11,19 (.184)          | 5. у гр. 1            | Нису се квалификовале | 15 / 46 (47)          |                                          |
| Наташа Морисон | 100 м            | 10,96        | 11,21 (.201) КВ | 3. у гр. 6    | 11,15                 | 5. у гр. 3            | Нису се квалификовале | 11 / 46 (47)          |                                          |
| Симон Фејси | 100 м            | 10,95        | 11,29 кв        | 4. у гр. 5    | 11,23                 | 6. у гр. 1            | Нису се квалификовале | 17 / 46 (47)          |                                          |
| Симон Фејси | 200 м            | 22,00        | 22,98 (.973) КВ | 2. у гр. 1    | 23,01                 | 4. у гр. 2            | Нису се квалификовале | 11 / 46 (49)          |                                          |
| Сашале Форбс | 200 м            | 22,71        | 23,26 (,256) КВ | 3. у гр. 2    | 23,09                 | 5. у гр. 1            | Нису се квалификовале | 13 / 46 (49)          |                                          |
| Џодеан Вилијамс | 200 м            | 22,71        | 23,26 (.256) кв | 5. у гр. 1    | 23,32                 | 7. у гр. 3            | Нису се квалификовале | 20 / 46 (49)          |                                          |
| Новлин Вилијамс-Милс                                                                                                 | 400 м            | 49,63        | 51,00 КВ        | 3. у гр. 4    | 50,67 кв              | 3. у гр. 2            | 51,48                 | 8 / 49                |                                          |
| Крисан Гордон | 400 м            | 50,13        | 51,14 КВ        | 1. у гр. 6    | 50,87                 | 3. у гр. 3            | Нису се квалификовале | 10 / 49               |                                          |
| Шерика Џексон | 400 м            | 49,83        | 51,26 КВ        | 2. у гр. 3    | 50,67 кв              | 4. у гр. 2            | 50,76                 | 5 / 49                |                                          |
| Стефани Ен Макферсон                                                                                                 | 400 м            | 49,92        | 51,27 КВ        | 2. у гр. 2    | 50,56 КВ, ЛРС         | 2. у гр. 1            | 50,86                 | 6 / 49                |                                          |
| Коре Тола | 800 м            | 2:00,61      | 2:03,01         | 6. у гр. 1    | Нису се квалификовале | Нису се квалификовале | Нису се квалификовале | 35 / 45 (47)          |                                          |
| Natoya Goule | 800 м            | 1:59,38      | 2:01,77         | 5. у гр. 3    | Нису се квалификовале | Нису се квалификовале | Нису се квалификовале | 22 / 45 (47)          |                                          |
| Данијела Вилијамс | 100 м препоне    | 12,56        | 12,66 КВ        | 1. у гр. 1    | 13,14                 | 5. у гр. 2            | Није се квалификовала | 18 / 39 (40)          |                                          |
| Меган Симондс | 100 м препоне    | 12,63        | 12,78 КВ        | 1. у гр. 2    | 12,93                 | 4. у гр. 1            | Није се квалификовала | 11 / 39 (40)]         |                                          |
| Јаник Томпсон | 100 м препоне    | 12,69        | 12,88 (,877) КВ | 3. у гр. 3    | 12,88                 | 3. у гр. 2            | Није се квалификовала | 10 / 39 (40)          |                                          |
| Рашел Бартон | 100 м препоне    | 12,65        | 12,94 (,936) КВ | 3. у гр. 4    | 12,94                 | 5. у гр. 3            | Није се квалификовала | 12 / 39 (40)          |                                          |
| Ристанана Трејси | 400 м препоне    | 54,15        | 54,92 КВ        | 1. у гр. 3    | 54,79 КВ, ЛРС         | 1. у гр. 2            | 54,64 ЛР              | 5 / 36 (37)           |                                          |
| Ронда Вајт | 400 м препоне    | 54,29        | 55,18 КВ        | 2. у гр. 5    | Дисквалификована      | Дисквалификована      | Није се квалификовала | Није се квалификовала | Архивирано на веб-сајту (1. август 2018) |
| Лиа Њуџент | 400 м препоне    | 54,45        | 56,16 кв        | 5. у гр. 1    | 56,19                 | 5. у гр. 1            | Није се квалификовала | 27 / 36 (37)          | Архивирано на веб-сајту (1. август 2018) |
| Aisha Praught | 3.000 м препреке | 9:34,69      | 9:26,37 кв      | 4 у гр. 2     |                       |                       | Дисквалификована      | Дисквалификована      |                                          |
| Јура Леви² Наташа Морисон² Симон Фејси² Сашали Форбс² Кристанија Вилијамс*                                           | 4 х 100 м        | 41,07 НР     | 42,50 (.497) КВ | 2. у гр. 2    | 42,19 НРС             |                       |                       |                       |                                          |
| Крисан Гордон² Анастасија Ле-Рој* Шерика Џексон² Новлин Вилијамс-Милс² Стефани Ен Макферсон² Анејша Маклохлин-Вилби* | 4 х 400 м        | 3:18,71 НР   | 3:23,64 КВ, НРС | 1. у гр. 2    | Нису завршиле трку    | Нису завршиле трку    |                       |                       |                                          |
| Даниел Томас | Скок увис        | 1,91         | 1,89            | 8. у гр. А    | Није се квалификовала | 17 / 29 (30)          |                       |                       |                                          |
| Кимберли Вилијамс | Троскок          | 14,62        | 14,14 кв        | 3. у гр. А    | 14,01                 | 10 / 26               |                       |                       |                                          |
| Шаника Рикетс | Троскок          | 14,57        | 14,21 КВ        | 4. угр. Б     | 14,13                 | 8 / 26                |                       |                       |                                          |
| Даниел Томас-Дод | Бацање кугле     | 19,15 НР     | 18,42 КВ        | 3. у гр. А    | 18,91                 | 4 / 30 (31)           |                       |                       |                                          |
| Гленеве Грејнџ | Бацање кугле     | 17,29        | 15,96           | 15. угр. Б    | Нису се квалификовале | 29 / 30 (31)          |                       |                       |                                          |
| Шаде Лоренс | Бацање диска     | 62,59        | 59,25           | 9. у гр. Б    | Нису се квалификовале | 15 / 29 (30)          |                       |                       |                                          |
| Келион Книб | Бацање диска     | 62,73 НР     | 56,73           | 15. угр. Б    | Нису се квалификовале | 23 / 29 (30)          |                       |                       |                                          |
| Тарасуе Барнет | Бацање диска     | 61,66        | Без пласмана    | Без пласмана  | Није се квалификовала | Није се квалификовала |                       |                       |                                          |

- Атлетичарке у штафети означене са једном звездицом су учествовале у квалификацијама.
- Атлетичарке означене бројем 2 су учествовале у више дисциплина.